# NGC 3315
NGC 3315 este o infrared source⁠(d) situată în constelația Hidra. A fost descoperită în 1870 de către . Se află la o distanță de 49,89 de megaparseci de Pământ.